# Alex Higgins (cầu thủ bóng đá, sinh năm 1981)
Alex Higgins, sinh ngày 22 tháng 7 năm 1981, Sheffield, Anh) là một cựu cầu thủ bóng đá từng thi đấu cho Northwich Victoria.